# Bitwa nad rzeką Axios
Bitwa nad rzeką Axios – starcie zbrojne, które miało miejsce w 391 roku między Rzymianami i Gotami za czasów cesarza Teodozjusza I.
W roku 391 Goci spustoszyli szerokie połacie Macedonii. Miejscem ich stacjonowania były bagna u ujścia rzeki Axios (Wardar), skąd dokonywali oni licznych wypadów rabunkowych. Cesarz Teodozjusz zdecydował się przerwać najazdy barbarzyńców, a gdy w jego ręce wpadł jeden ze zwiadowców wroga, który wyjawił miejsce pobytu Gotów, dokonał szybkiego ataku. W wyniku bitwy barbarzyńcy zostali pobici, jednak części ich wojsk udało się wycofać i połączyć z plemionami gockimi z Mezji pod wodzą Alaryka, które tego samego roku uderzyły na Trację. Dopiero po rozbiciu napastników przez wojska Promotusa, dnia 10 listopada 391 cesarz triumfalnie wkroczył do Konstantynopola.